# Educația în Honduras
Învățământul în Honduras este gratuit pentru toată lumea. Sistemul începe în perioada preșcolară, continuă în școala elementară (clasele I-IX), școala gimnazială (clasele a X-a sau a XII-a), apoi anii universitari (licență, master și doctorat).

## Școala elementară
Învățământul în Honduras este gratuit și obligatoriu timp de nouă ani. [1] În 1999, rata brută de înscriere primară a fost de 97,3 la sută, iar rata netă de înscriere primară a fost de 85,7 la sută. În rândul copiilor care lucrează, se estimează că 34% au școala primară încheiată. Lipsa școlilor împiedică mulți copii din Honduras să primească o educație, la fel ca și costurile precum taxele de înscriere, uniformele școlare și costurile de transport. Pentru înscrierea la școala primară, Honduras are un scor HRMI de 77,3%.
Până la sfârșitul anilor '60, Hondurasul nu avea un sistem național de învățământ. Înainte de reformele din 1957, educația era privilegiul exclusiv al clasei superioare, care își permitea să își trimită copiii în instituții private. Abia atunci când guvernul lui Ramón Villeda Morales (1957–63) a introdus reforme care au dus la crearea unui sistem național de învățământ public și a început un program de construcție a școlilor, educația a devenit accesibilă populației generale.

## Școala gimnazială
Școala gimnazială este împărțită în două secțiuni, ciclul comun, care sunt primii trei ani (clasa a VII-a - clasa a IX-a) și ciclul diversificat, în mod obișnuit un nivel de licență (clasa a X-a sau a XII-a sau a XIII-a), contabil sau cariere de tehnician. Pentru înscrierea în gimnaziu, scorul HRMI al Hondurasului este de 51,1%.

## Universitate
Universitatea Națională Autonomă din Honduras este universitatea publică din Honduras. Are campusuri în cele mai importante orașe din Honduras.

## Educație contemporană
În 1998, uraganul Mitch a avariat peste 3.000 de școli la nivel național. Calitatea slabă a educației și lipsa educației profesionale sunt alte probleme de educație.
Nu exista un sistem educațional adecvat înainte de anii ’50. Reformele educației din anii 1950 au însemnat că începând 1957, școlile nu mai erau la dispoziția celor bogați, însă costurile sunt o problemă și în ziua de azi.